# سامسونگ گلکسی آ۱۰ اس
سامسونگ گلکسی آ۱۰ اس (به انگلیسی: Samsung Galaxy A10s) یک فبلت ساخته شده توسط سامسونگ است که در روز ۱۲ اوت ۲۰۱۹ معرفی و در ۲۷ اوت همان سال در چهار رنگ مشکی، سبز، آبی و قرمز با اندروید پای دسترس قرار گرفت. قیمت این گوشی در زمان معرفی ۱۴۳ دلار بود.
از نقاط قوت این فبلت می‌توان استفاده از دوربین دوگانه، مجهز بودن به باتری ۴۰۰۰ میلی‌آمپری و حسگر اثر انگشت در مقایسه با نسل پیشین خود یعنی سامسونگ گلکسی آ۱۰ نام برد. سامسونگ نمایشگر ۶٫۲ اینچ با وضوح 720p در این فبلت به کار برده و آن را مجهز به تراشه مدیاتک هلیو P22 کرده است.
همچنین حافظه داخلی ۳۲ گیگابایت به همراه ۲ یا ۳ گیگابایت رم از دیگر مشخصات آ۱۰ اس می‌باشد. دوربین پشت این فبلت به صورت دوگانه می‌باشد. یک حسگر ۱۳ مگاپیکسل به عنوان دوربین اصلی به همراه یک حسگر ۲ مگاپیکسل برای تشخیص عمق قرار گرفته شده. از طرفی دیگر یک حسگر ۸ مگاپیکسلی برای دوربین سلفی یا جلوی آن قرار گرفته است.
این دومین گوشی هوشمند گلکسی است که توسط سامسونگ تولید نشده است و در عوض توسط جیاشینگ یونگروی الکترون تکنولوژی ساخته شده است. برخلاف اولین گوشی هوشمند اودی‌ام گلکسی، سامسونگ گلکسی آ۶ اس که اختصاصی چین بود، در سطح بین‌المللی در دسترس است.

## طراحی
آ۱۰ اس بدنه‌ای باریک دارد که ضخامت آن ۷٫۸ میلی‌متر است. این گوشی دارای قاب پشت پلاستیکی است و از نمایشگر PLS TFT LCD با وضوح HD+ و با طراحی Infinity-V بهره می‌برد. این گوشی با چهار رنگ مشکی، سبز، آبی و قرمز در دسترس است. نمایشگر این گوشی دارای ویژگی روشنایی خودکار تطبیق‌پذیر با نور محیط است. به این گوشی ویژگی‌های جدیدی نسبت به گلکسی آ۱۰ اضافه شده؛ از جمله اثرانگشت خوان و دوربین پشت دوگانه.

## ویژگی‌ها

### سخت‌افزار
سامسونگ گلکسی آ۱۰ اس یک گوشی هوشمند با فرم فاکتور اسلیت است. ابعاد آن ۱۵۶٫۹ در ۷۵٫۸ در ۷٫۸ میلی‌متر (۶٫۱۳ در ۲٫۹۸ در ۰٫۳۱ اینچ) و وزن آن ۱۶۸ گرم (۵٫۹۳ اونس) است. این دستگاه مجهز به دو سیم کارت با پشتیبانی از GSM, HSPA و LTE با پشتیبانی از تمام باندهای ۴جی برای اتصال و Wi-Fi 802.11 b/g/n, Wi-Fi Direct، هات اسپات با بلوتوث ۴٫۲، A2DP و پشتیبانی LE است. برای ناوبری نیز سامانه موقعیت‌یاب جهانی با رهیاب یاری شده، گلوناس، بیدو و گالیلئو پشتیبانی می‌شود. گلکسی آ۱۰ اس دارای microUSB 2.0 است و از یواس‌بی اوتی‌جی نیز پشتیبانی می‌کند.
این گوشی دارای نمایشگر ۶٫۲ اینچ لمسی PLS TFT LCD با وضوح HD+ و با طراحی Infinity-V است و حجم باتری آن ۴۰۰۰ میلی‌آمپر ساعت می‌باشد.
پردازندهٔ این گوشی از نوع مدیاتک MT6762 هلیو P22 (۱۲ نانومتری) است که از سی‌پی‌یو ۸ هسته‌ای ۲٫۰ گیگاهرتز آرم کورتکس-ای۵۳ و جی‌پی‌یو پاور وی‌آر GE8320 (۴ هستهٔ ۲٫۴ گیگاهرتز و ۴ هستهٔ ۱٫۹ گیگاهرتز) بهره می‌برد. حافظهٔ داخلی این گوشی ۳۲ گیگابایت و از نوع eMMC 5.1 است و برای ارتقای حافظه از درگاه میکرو اس‌دی اختصاصی بهره می‌برد. حافظهٔ رم این گوشی نیز بسته به مدل ۲ یا ۳ گیگابایت است.
گلکسی آ۱۰ اس در پشت از دو دوربین بهره می‌برد. دوربین اصلی این گوشی از یک لنز واید ۲۸ میلی‌متری ۱۳ مگاپیکسل با فوکوس خودکار، f/1.8 و قابلیت ضبط ویدیوی ۱۰۸۰پی در ۳۰ فریم بر ثانیه بهره می‌برد و برای دوربین دوم نیز از سنسور تشخیص عمق تصویر ۲ مگاپیکسل با f/2.4 استفاده شده است. برای دوربین سلفی آن یک از یک لنز ۸ مگاپیکسلی با f/2.0 و با قابلیت ضبط ویدیوی ۱۰۸۰پی در ۳۰ فریم بر ثانیه استفاده شده است.

### نرم‌افزار
سامسونگ گلکسی آ۱۰ اس با اندروید پای و رابط کاربری وان یوآی ۱ عرضه شد. در سال ۲۰۲۰ به‌روزرسانی اندروید ۱۰ با رابط کاربری وان یوآی ۲ برای این گوشی عرضه شد و به‌روزرسانی اندروید ۱۱ با رابط کاربری وان یوآی ۳ نیز برای این گوشی در اکتبر ۲۰۲۱ عرضه شد.

## بازسازی برند
در ژوئیه ۲۰۲۰، نام گلکسی آ۱۰ اس در بخش فهرست نام سامسونگ گلکسی ام۰۱ اس در کنسول گوگل پلی پس از تاییدیه اخیر توف راینلند ذکر و اشاره شد که این دستگاه یک نسخه تغییر نام تجاری از آ۱۰ اس خواهد بود که در اوت سال پیش (۲۰۱۹) عرضه شد. این موضوع پس از کشف همان مشخصات موجود در هر دو دستگاه تأیید شد. با این حال، گلکسی ام۰۱ اس به جای باتری لیتیوم پلیمری، از یک باتری لیتیوم یونی بهره می‌برد و از رنگ متفاوت، تفاوت وزن اندک و قیمت پایین‌تر نسبت به آ۱۰ اس برخوردار است.